# Schloßberg (Dießen am Ammersee)
Der Schloßberg ist ein knapp 708 m hoher Moränenhügel der Würmeiszeit auf dem Gebiet des Marktes Dießen am Ammersee im oberbayerischen Landkreis Landsberg am Lech.

## Lage und Umgebung
Der Schloßberg liegt etwa zwei Kilometer südlich des Ortsteils Dettenschwang des Marktes Dießen am Ammersee.
Südlich erstreckt sich der Forst Bayerdießen.

## Schloss
Auf dem Schloßberg wird ein mittelalterlicher Burgstall erwähnt, es sind jedoch keine Mauern, Gräben oder Wälle mehr sichtbar.
Später befand sich auf dem Schloßberg mit der Schwaige Thann ein Meierhof der Augustiner-Chorherren von Dießen. Nach einer Plünderung durch kaiserliche Truppen 1703, ließ Probst Ivo Bader die Schwaige um 1720 zu einem Schlößchen ausbauen. Schließlich kaufte die Gemeinde Dettenschwang 1802 das 428 Tagwerk große Anwesen auf. Von dem Schlößchen selbst ist heute nichts mehr zu erkennen.
Nicht zu verwechseln ist der Schloßberg mit dem Schatzberg in Dießen am Ammersee, auf dem sich die Burg der Grafen von Dießen-Andechs befand.